# 古晋市足球俱乐部
古晋市足球俱乐部（英語：Kuching City Football Club，简称为KCFC），是马来西亚砂拉越的一家足球会，成立於2015年，现时参与马来西亚足球超级联赛。

## 简介
2015年，马来西亚足球协会推出的“人民足球联盟”，该联赛的目的是改造马来西亚的低级别联赛，在马来西亚所有地区和州推广业余足球。因此，古晋足球协会（Kuching F.A.）正式成立，代表砂拉越古晋参加该赛事。
2023年，古晋市历史上首次参加马来西亚超级足球联赛，古晋市获得特许经营资格。

## 球队主场
球队主场设立在马来西亚砂拉越古晋的砂拉越体育场，能容纳4万人。